# Jungermannia pinnatifolia
Jungermannia pinnatifolia là một loài Rêu trong họ Jungermanniaceae. Loài này được Hook. mô tả khoa học đầu tiên năm 1819.